# Châtenay-Malabry
Châtenay-Malabry é uma comuna francesa na região administrativa da Ilha de França, no departamento de Altos do Sena. Estende-se por uma área de 6,38 km². Em 2010 a comuna tinha 34 527 habitantes (densidade: 5 411,8 hab./km²).

## Toponímia
O nome Châtenay viria do latim castellanum que significa pequeno castelo e acampamento romano, o que remontaria a origem no século I ou II. Também foram encontrados artefatos galo-romanos, pré-históricos e gauleses. A menção do nome de Châtenay aparece pela primeira vez apenas em 829, no políptico do abade de Sainte-Geneviève, Irminon, no qual ele menciona Castanetum cum ecclesia, Châtenay com sua igreja.
Também se menciona no passado uma origem ligada à palavra châtaignier. Mas agora acredita-se que o cultivo de castanha é relativamente recente nesta região; no entanto, Albert Dauzat e Charles Rostaing escreveram, em seu DICTIONNAIRE étymologique des noms de lieux en France (Librairie Larousse, Paris, 1963, 738 p. + XXIV; reedição em 1978 pela librairie Guénégaud, Paris VI), na página 153 (artigo Castagnède): Estes topônimos mostram a extensão antiga do castanheiro nas regiões onde desapareceu, por exemplo em Beauce.
Malabry , deformação da palavra maladrerie ou de um mau abrigo (local de caça batido pelos ventos), deve ser posto em relação sem dúvida com as numerosas encostas e costas do território desta comuna ou ainda com o nome de um cânone proprietário de terras no início do século XV.
Durante a Revolução, a comuna, então nomeada Châtenay-the-Bagneux, porta o nome de Châtenay-la-Montagne.
Em 1920, um decreto associa os dois nomes de Châtenay e Malabry.

## Demografia
| 1793 | 1800 | 1806 | 1821 | 1831 | 1836 | 1841 | 1846 | 1851 |
| ---- | ---- | ---- | ---- | ---- | ---- | ---- | ---- | ---- |
| 568  | 573  | 559  | 526  | 652  | 545  | 496  | 525  | 566  |

| 1856 | 1861 | 1866 | 1872 | 1876 | 1881  | 1886  | 1891  | 1896  |
| ---- | ---- | ---- | ---- | ---- | ----- | ----- | ----- | ----- |
| 686  | 754  | 942  | 825  | 982  | 1 112 | 1 194 | 1 339 | 1 561 |

| 1901  | 1906  | 1911  | 1921  | 1926  | 1931  | 1936  | 1946  | 1954   |
| ----- | ----- | ----- | ----- | ----- | ----- | ----- | ----- | ------ |
| 1 706 | 1 888 | 2 019 | 2 367 | 2 966 | 3 682 | 3 893 | 9 179 | 14 269 |

| 1962 | 1968   | 1975   | 1982   | 1990   | 1999   | - | - | - |
| --- | ------ | ------ | ------ | ------ | ------ | - | - | - |
| 24 756 | 27 484 | 30 497 | 28 580 | 29 197 | 30 621 | - | - | - |
| Para os censos de 1962 a 2006 a população legal corresponde à popolução sem duplicidades, segundo define o INSEE. |        |        |        |        |        |   |   |   |

## Educação
- CentraleSupélec
- École Centrale Paris